# Kilian Stobæus den yngre
Kilian Stobæus den yngre, född den 3 januari 1717 i Malmö, död den 11 mars 1792 i Lund, var en svensk läkare. Han var son till Malmös borgmästare, Jöns Stobæus, samt kusinbarn till Kilian Stobæus den äldre och Andreas Stobæus.

## Biografi
Stobæus utbildades till medicine doktor vid Lunds universitet under Johan Jacob Döbelius och promoverades vid 28 års ålder. Han blev 1744 stadsläkare i Malmö och verkade där under en längre tid. Under perioden 1746–58 var han brunnsintendent på Ramlösa brunn, men hade där inte samma anseende som sina föregångare. Stobæus intresserade sig mycket för förlossningskonsten, vilket kom att bli det område inom vilket han gjorde sina största insatser inom läkekonsten i Skåne. Under hösten 1755 utförde han en längre studieresa till Göttingen och Strasbourg för att fördjupa sig i ämnet. Under sin vidare karriär verkade han bland annat för att främja utbildningen av barnmorskor. Den professorstitel han gavs 1775 var främst som en belöning för detta arbete. År 1778 fick han i uppgift att lära ut barnmorskekonsten i Sveriges södra städer. Han utnämndes 1783 till den då nyinrättade professuren i obstetrik, artis obstetriciæ professor, vid Lunds universitet och var universitetets rektor 1786. Det var på Stobæus initiativ som ett barnbördshus inrättades i det under 1780-talet upprättade lasarettet. Krister Gierow skriver i Lunds universitets historia att Kilian Stobæus den yngre var en "föga betydande" vetenskapsman som dessutom ofta råkade i gräl med sina kollegor.